# Sharon Tate
Sharon Tate (rođena kao Sharon Marie Tate, 24. siječnja 1943. – 9. kolovoza 1969.), američka glumica rođena u Dallasu, Teksas. 
Do svoje prerane i tragične smrti 1969. odigrala je uloge u 12 filmova i serija. Najpoznatija joj je uloga Sarah Shagal u filmu Bal vampira iz 1967., u kojem će upoznati svojeg budućeg supruga Romana Polanskog. 
Sharon se udaje za Polanskog 20. siječnja 1968. Do smrti koja ju je snašla za vrijeme trudnoće Sharon je snimila još 4 filma. Posljednji je bio 12 + 1.
Nju i još četvero drugih ljudi pobili su članovi obitelji Manson.

## Vanjske poveznice
- Actress Sharon Tate Murdered at the Hands of the "Manson Family"  Arhivirana inačica izvorne stranice od 1. siječnja 2011. (Wayback Machine)